# Semigalls` Warchant
Semigalls` Warchant to pierwszy oficjalnie wydany album łotewskiej grupy Skyforger, pochodzący z 1997 roku. W warstwie muzycznej utrzymany jest w konwencji folk metalu, z udziałem ludowych instrumentów i dodanych w studiu nagraniowym odgłosów bitewnych. 
Teksty utworów sławią bojowników broniących Semigalii przed najeźdźcami - Zakonem kawalerów mieczowych i Krzyżakami. Wspominają plemiona z których powstał naród łotewski - Latgalów, Semigalów i innych, oraz ich wodzów. Jest to hołd dla przodków, poległych w walkach o wolność tych ziem. 
Część utworów ma teksty angielskie, część łotewskie.

## Lista utworów
1. Werewolves
2. Virasaitis Nameisis
3. Akmenī Iekaltās Zīmes
4. Night Of The Winter Solstice
5. Sen Dzirdēju, Nu Ieraugu
6. Semigalls` Warchant